# Unitat de mapatge de textures
En gràfics per ordinador, una unitat de mapatge de textures (TMU) és un component de les unitats de processament de gràfics (GPU) modernes. Poden girar, canviar la mida i distorsionar una imatge de mapa de bits per col·locar-la en un pla arbitrari d'un model 3D determinat com a textura, en un procés anomenat mapatge de textures. A les targetes gràfiques modernes s'implementa com una etapa discreta en un pipeline gràfic, mentre que quan es va introduir per primera vegada es va implementar com un processador separat, per exemple, com es veu a la targeta gràfica Voodoo2.

Animació de demostració de mapes de textures: aquesta és una animació que vaig fer amb Blender i GIMP. Mostra el mapatge d'una textura pintada a mà en 2D en un model 3D senzill d'una casa.

## Antecedents i història
La TMU va sorgir a causa de les demandes de càlcul de mostreig i transformació d'una imatge plana (com el mapa de textures) a l'angle i la perspectiva correctes que hauria de ser a l'espai 3D. L'operació de càlcul és una gran multiplicació de matrius, que les CPU de l'època (els primers Pentium, per exemple) no podien fer front a un nivell de rendiment acceptable.
El 2013, les TMU formen part del pipeline shader i es van desacoblar dels Render Output Pipelines (ROP). Per exemple, a la GPU Cypress d'AMD, cada pipeline shader (dels quals n'hi ha 20) té quatre TMU, la qual cosa dóna a la GPU 80 TMU. Això ho fan els dissenyadors de xips per unir estretament els shaders i els motors de textures amb els quals treballaran.

## Geometria
Les escenes en 3D es componen generalment de dues coses: la geometria 3D i les textures que cobreixen aquesta geometria. Les unitats de textura d'una targeta de vídeo prenen una textura i la "mapegen" a una peça de geometria. És a dir, embolcallen la textura al voltant de la geometria i produeixen píxels amb textura que després es poden escriure a la pantalla. Les textures poden ser una imatge real, un mapa de llum o fins i tot mapes normals per a efectes avançats d'il·luminació superficial.

## Taxa d'ompliment de textura
Per representar una escena 3D, les textures es mapegen a la part superior de les malles de polígons. Això s'anomena mapatge de textura i s'aconsegueix mitjançant unitats de mapeig de textura (TMU) a la targeta de vídeo. La taxa d'ompliment de textura és una mesura de la velocitat amb la qual una targeta en particular pot realitzar el mapeig de textures.
Tot i que el processament de pixel shader és cada cop més important, aquest nombre encara té una mica de pes. El millor exemple d'això és el X1600 XT. Aquesta targeta té una proporció de 3 a 1 de processadors d'ombres de píxels/unitats de mapatge de textures. Com a resultat, el X1600 XT aconsegueix un rendiment inferior en comparació amb altres GPU de la mateixa època i classe (com ara el 7600GT de nVidia). A la gamma mitjana, el mapatge de textures encara pot ser un coll d'ampolla. Tanmateix, a la gamma alta, el X1900 XTX té la mateixa proporció de 3 a 1, però funciona bé perquè les resolucions de pantalla superen i té una potència de mapeig de textures més que suficient per gestionar qualsevol pantalla.

## Detalls

### Unitats de mapeig de textures (TMU)
Les textures s'han de tractar i filtrar. Aquesta feina la fan TMU que treballen conjuntament amb unitats d'ombrejat de píxels i vèrtex. El treball de la TMU és aplicar operacions de textura als píxels. El nombre d'unitats de textura en un processador gràfic s'utilitza quan es comparen dues targetes diferents per al rendiment de textura. És raonable suposar que la targeta amb més TMU serà més ràpida en el processament de la informació de textura. A les GPU modernes, les TMU contenen unitats d'adreça de textura (TA) i unitats de filtratge de textura (TF). Les unitats d'adreces de textura mapen els texels a píxels i poden realitzar modes d'adreçament de textures. Les unitats de filtratge de textura opcionalment realitzen un filtratge de textures basat en maquinari.

### Conduccions
Un pipeline és l'arquitectura de la targeta gràfica, que proporciona una idea generalment precisa de la potència de càlcul d'un processador gràfic.
Un gasoducte no s'accepta formalment com a terme tècnic. Hi ha diferents canalitzacions dins d'un processador gràfic, ja que s'estan realitzant funcions separades en un moment donat. Històricament, s'ha conegut com un processador de píxels que està connectat a una TMU dedicada. Una Geforce 3 tenia quatre canonades de píxels, cadascuna de les quals tenia dues TMU. La resta del gasoducte va gestionar coses com la profunditat i les operacions de barreja.

### Conduccions de sortida de renderització (ROP)
La canalització de sortida de renderització és un terme heretat i més sovint es coneix com a unitat de sortida de renderització. La seva feina és controlar el mostreig de píxels (cada píxel és un punt adimensional), de manera que controla l'antialiasing, quan més d'una mostra es fusiona en un píxel. Totes les dades renderitzades han de viatjar a través del ROP per ser escrites al framebuffer, des d'aquí es poden transmetre a la pantalla.
Per tant, el ROP és on la sortida de la GPU s'assembla en una imatge de mapa de bits preparada per a la seva visualització.

### Ús en GPGPU
A GPGPU, els mapes de textura en 1, 2 o 3 dimensions es poden utilitzar per emmagatzemar dades arbitràries. En proporcionar interpolació, la unitat de mapatge de textures proporciona un mitjà convenient per aproximar funcions arbitràries amb taules de dades.